# Koprivnjača
Koprivnjača (urtikarija) je alergijsko oboljenje kože do kojeg može doći usled delovanja širokog spektra faktora.

## Uzročnici
Među uzročnicima koprivnjače mogu da se nađu:
- lekovi
- kozmetika
- gljivice, bakterije,[3] crevni paraziti, neki virusi,
- prašina, polen, dlake, perje
- razne vrste hrane[4], aditivi u hrani

Fizikalne urtikarije mogu izazvati grebanje po koži i slično.
Među uzročnicima se može javiti i preterano izlaganje suncu, usled dodira sa životinjama i biljkama.

## Lečenje
Potrebno je naći uzročnik alergije. Postoje i medikamenti koji ublažuju ili otklanjaju simptome.
Alergijska reakcija je posledica lošeg rada organizma i nekog oboljenja.
Mogući uzročnik je gljivica kandida.

## Spoljašnje veze
- Pliva zdravlje - Kožne alergije urtikarija

|  | Molimo Vas, obratite pažnju na važno upozorenje u vezi sa temama iz oblasti medicine (zdravlja). |